# 5692 Сірао
5692 Сірао (5692 Shirao) — астероїд головного поясу, відкритий 23 березня 1992 року.
Тіссеранів параметр щодо Юпітера — 3,332.
Названо на честь Сірао (яп. しらお(白尾) сірао).